# Undead or Alive - Mezzi vivi e mezzi morti
Undead or Alive -  Mezzi vivi, mezzi morti (Undead or Alive: A Zombedy) è un film del 2007, diretto da Glasgow Phillips.

## Trama
Prima della sua cattura, il capo indiano Geronimo ha lanciato una maledizione sull'uomo bianco, condannandolo a trasformarsi in uno zombi sanguinolento.
Prima vittima di questa maledizione è Ben Goodman - un tranquillo agricoltore di un'altrettanto tranquilla cittadina del West, il quale impazzisce e mangia il cervello della moglie e della figlia.
Lo stesso giorno Elmer Winslow - un disertore, e Luke Budd - un cowboy innamorato della ragazza del saloon hanno un'accesa discussione nel saloon stesso. La discussione degenera in rissa e i due vengono arrestati dallo sceriffo Claypool, che prima li deruba e poi li mette in una cella accanto a Ben Goodman.
Approfittando che il vice-sceriffo Cletus, si è addormentato Elmer riesce ad aprire la serratura della cella e con l'aiuto di Luke rinchiude lo stesso Cletus. Tornati al saloon Elmer trova Claypool, lo costringe a farsi dare tutti i soldi che custodisce nella sua cassaforte e si dà alla fuga insieme a Luke.
Il giorno dopo avviene l'impiccagione di Ben Goodman. In questa occasione lo sceriffo raduna un po' di uomini e si mette sulle tracce di Elmer e Luke. Quello che però ignora è che Cletus è stato morso da Goodman e si sta trasformando anche lui in uno zombi. Nel frattempo Elmer e Luke fanno conoscenza con una ragazza pellerossa - Sue, che prima li deruba, poi decide di proseguire il cammino verso il fiume Colorado insieme a loro. Nel frattempo Ben Goodman, non essendo ancora morto nonostante l'impiccagione, ha sparso il contagio tra tutti i suoi ex concittadini. Unico a riuscire a salvarsi è il prete, che però rimane barricato in una stanza del saloon senza munizioni né acqua.
Raggiunti da Clayton e dai suoi uomini, Elmer, Luke e Sue si scontrano con loro, ma ormai i loro inseguitori - grazie al contagio trasmesso loro da Cletus - sono diventati tutti degli zombi e le pallottole non riescono ad ucciderli. Riusciti a scappare i tre fuggitivi vengono però catturati da una pattuglia di soldati e portati al loro fortino. Ma al fortino è arrivato prima di loro Clayton con i suoi uomini, e hanno già trasformato tutti i soldati in zombie. Fortunatamente Elmer, Luke e Sue riescono con uno stratagemma a chiudere tutti gli zombi soldati, compresi Clayotn e i suoi uomini, fuori dal fortino.
Durante la notte, mentre preparano un piano per sbarazzarsi degli zombi e riprendere il loro cammino - Elmer e Luke vengono a sapere da Sue che l'unico modo per guarire dalla maledizione, è di mangiare la carne dello sciamano che l'ha lanciata. Ma il saperlo al momento non li porterà da nessuna parte: visto che il loro piano è fallito e gli zombi rientrano nel fortino. Ormai se i tre vogliono salvarsi possono solo dare fuoco alle polveri nel deposito e scappare per un cunicolo che li riporterà alla luce del sole. Purtroppo, durante la fuga sia Luke che Elmer vengono morsi e si trasformano in zombi. Sue invece riesce a scappare e uccide Clayton che si è salvato dall'esplosione e l'aspettava fuori dal fortino.
Rimasta da sola Sue deve affrontare adesso Luke ed Elmer, che riescono ad avere la meglio su di lei.
Essendo però Sue una diretta discendente di Geronimo, in base a quello che la stessa Sue aveva raccontato loro sulla maledizione, i due uomini ritornano umani e riprendono il cammino verso il fiume Colorado.
Il prete, uscito dal suo nascondiglio a cercare dell'acqua, è stato contagiato anch'esso. Ben Goodman ha disseppellito la sua famiglia ed è tornato a casa. Il vice-sceriffo Cletus - sopravvissuto anche a una caduta in un profondo canyon, continuerà da solo l'inseguimento a Elmer e Luke.

## Produzione
Nel 2006 fu annunciato che il debuttante Glasgow Phillips avrebbe scritto e diretto Undead or Alive, una commedia zombi direct-to-video prodotto da Linda McDonough e la sua compagnia di produzione Odd Lot Entertainment. In aprile entrarono a far parte del cast artistico Navi Rawat, Chris Kattan e James Denton come protagonisti.
La lavorazione si è svolta interamente a Santa Fe (Nuovo Messico, USA), tra il maggio e il giugno del 2006.

## Distribuzione
Dopo che nel settembre 2007 Image Entertainment acquistò i diritti cinematografici del film, nell'ottica di una strategia di distribuzione sia casalinga che per il grande schermo avviata dallo studio, Undead or Alive è stato pubblicato su DVD negli Stati Uniti l'11 dicembre 2007.
All'interno del DVD sono presenti le seguenti caratteristiche:
- Commento di Chris Kattan, James Denton, Navi Rawat e del regista Glasgow Phillips, anteprima e trailer, suono Dolby Digital Surround 5.1, sottotitoli in inglese e spagnolo
- Contenuti speciali: "From South Park to the Wild, Wild West", "Geronimonsters! The Zombies yhat walked the West", due making of

## Critica
Per Splatter Container si tratta di una commedia dell'orrore con zombi ben riuscita, soprattutto grazie alla demenzialità della trama, che non manca però di superficialità e poca intelligenza tipica del genere, e la recitazione simpatica dei personaggi. Viene inoltre dato uno sguardo al lavoro dell'esordiente regista Glasgow Phillips, che nonostante il risultato finale gradevole e divertente, soffre dei problemi relativi al bilancio ridotto a disposizione per la produzione, visibili nelle scenografie scarse e nelle poche comparse. Una critica negativa viene elargita alla sceneggiatura, in particolare riguardo allo scarso approfondimento dato alla maledizione di Geronimo, citata solo a inizio film.